# 푸디스트
푸디스트(영어: Foodist)는 대한민국의 식품 유통 및 서비스 기업이다. 2021년 1월 설립했다. 한화호텔앤드리조트의 사업 전문성과 경쟁력 확보 및 경영 효율화 일환으로 한화넥스트, 더테이스터블, 아쿠아플라넷과 함께 물적분할되었다. 2024년 사조그룹이 인수했다.

## 역사
1995년 한화국토개발은 한화, 한화증권, 한화갤러리아 등 자회사를 대상으로 단체급식사업을 시작했다. 1998년 한화국토개발은 단체급식사업 등을 담당하는 FS부문을 신설하고, 2005년에는 '푸디스트(영어: FOOD1ST)'를 론칭 후 이를 브랜드화했다. 2010년 한화그룹은 한화국토개발, 한화리조트, 한화63시티의 식음 및 문화사업부문을 합병 후 한화호텔앤드리조트를 출범했다. 또한, 외식사업과 푸드서비스사업 등을 총괄하는 FC부문이 설립되었다.
2019년 6월 한화호텔앤드리조트는 외식사업부의 매각을 추진했다. 예비입찰에는 CJ프레시웨이, 글랜우드프라이빗에쿼티 등이 참가했다. 11월 최종 인수 후보로 임명된 CJ프레시웨이와의 협상이 무산되고, 같은 달 말 사모펀드 운용사인 VIG파트너스가 이를 최종 인수했다. 단, 도원스타일과 티원 등 외식 사업과 컨세션 사업은 제외됐다. 2020년 2월 3일 한화호텔앤드리조트는 물적분할을 통해 푸디스트를 출범하고, 3일 뒤 VIG파트너스에 지분 100%를 매각했다. 또한, 한화호텔앤드리조트는 푸디스트를 시작으로 2021년 4월 아쿠아리움사업부를 물적분할해 아쿠아플라넷, 같은 해 7월 F&B사업부를 더테이스터블로, 2022년 5월 승마사업부를 한화넥스트로, 2024년 7월 연회 및 식음부문을 분할 후 한화푸드테크에 흡수합병하는 등 경영 효율화 수순을 단행했다.
2021년 1월 푸디스트는 식자재 유통기업 윈플러스를 흡수합병했다. 식자재 유통 및 도소매, 단체급식사업 등 관련 사업 부문의 활성화를 위함이다. 2024년 VIG파트너스는 사조그룹에 푸디스트를 매각했다. 매각 규모는 약 2,500억 원 수준이다. 같은 해 9월, 양수대금 지급을 완료함에 따라 푸디스트는 최종적으로 사조그룹에 합류했다. 2019년 한화그룹으로부터 매각된 후, 약 4년 만이다.

## 사업 부문
- 식자재 유통: 식자재 전문 브랜드 '식자재왕'과 확장 브랜드 '식자재왕 온', '식자재왕 플러스'를 운영 중이다. 이 외에도 키즈 브랜드 '푸디 테이스트', 대체육 가공 브랜드 '베지플랜트' 등을 운영하고 있다.
- 위탁 급식: 서울대학교, 인하대학교 등 교육 기관과 네이버, 대한항공, 한화생명, 아모레퍼시픽 등 유명 기업의 구내 식당을 담당 중이다.

## 같이 보기
- CJ프레시웨이
- 삼성웰스토리
- 신세계푸드
- 아워홈
- 현대그린푸드